# Омская мужская классическая гимназия
Омская мужская классическая гимназия — среднее учебное заведение в Российской империи. Существовала с 1876 по 1920 год и была возрождена в 1990 году.

## История
Открыта в 1876 году указом генерал-губернатора Западной Сибири Николая Геннадьевича Казнакова. Располагалась у бывших Тарских ворот (современный адрес — улица Тарская, д. 2)
Здание гимназии построено по проекту архитектора Э. И. Эзета. 1 декабря 1881 года директором гимназии был назначен выпускник Казанского университета действительный статский советник А. В. Попов, в гимназии он стал также преподавать греческий язык.
Обучение было платным (1894 — 40 руб. в год, в 1916 — 60 рублей).
В 1920 году в соответствии с указанием Наркомпроса гимназия была закрыта, на её базе была организована средняя школа им. В. И. Ленина 2 ступени.

## Новая история
В годы Великой Отечественной войны помещение школы занимал эвакогоспиталь.
В 1954 году в этом здании открыли среднюю школу № 19. Здесь учились поэт Р. Рождественский, профессор живописи С. Белов, композитор В. Успенский, династии медиков Чуловских и Масловых.
К столетнему юбилею, в 1976 году, школа была удостоена ордена «Знак Почёта» и тогда же она переехала в новое типовое здание.
На старом здании установлено несколько мемориальных досок. Сейчас в нём располагается «Институт развития образования Омской области» .
В 1990 году решением Минобразования РФ школе был возвращён статус гимназии. Все исторические материалы бережно хранятся в музее гимназии. В настоящее время это одно из самых престижных учебных заведений Омска.

## Известные выпускники
- Василий Пляскин (1918, с золотой медалью) — епископ Русской православной церкви, епископ Омский и Тюменский.
- Иннокентий Лаптев — общественный деятель, депутат Государственной думы Российской империи I и II созывов от Сибирского казачьего войска, член Государственного совета Российской империи.
- Иван Майский (Ян Ляховецкий) (1901) — советский дипломат, историк и публицист, академик АН СССР.
- Александр Оленич-Гнененко (1912) — советский писатель, переводчик Льюиса Кэрролла.
- Константин Попов — революционер, меньшевик, деятель советских спецслужб, председатель Иркутской ГубЧК и следственной комиссии по делу А. В. Колчака.
- Георгий Рыбин (1919, с золотой медалью) — русский гидрограф, исследователь Арктики и Балтийского моря.
- Дмитрий Стрельников — русский, советский учёный, специалист в области горного дела.
- Алексей Туманский (1914) — российский и советский военный лётчик, лётчик-испытатель 1-го класса.
- Михаил Усов (1901, с золотой медалью) — русский и советский учёный-геолог, академик АН СССР.
- Виктор Чернавин — русский военачальник, генерал-майор Генштаба Российской империи, белогвардеец.
- Леонид Шумиловский (1894) — русский политический деятель, журналист, Министр труда в правительстве А. В. Колчака.